# Gherdana, Bacău
Gherdana este un sat în comuna Tătărăști din județul Bacău, Moldova, România.

## Geografie
Localitatea este traversata de râul Polocin care are ca afluent râul Perchiu. Are un relief preponderent de deal și câmpie. Satul face parte din comuna Tǎtǎrǎști și se învecinează cu satele Drăgești, Giurgeni, Cornii de Jos, Cornii de Sus, localități ce sunt parte componentă a comunei.

## Monumente istorice
- Biserica Sf. Dumitru construită în 1854.